# Cantonul Moyenneville
Cantonul Moyenneville este un canton din arondismentul Abbeville, departamentul Somme, regiunea Picardia, Franța.

## Comune
| Comune              | Populație (1999) | Cod poștal | Cod INSEE |
| ------------------- | ---------------- | ---------- | --------- |
| Acheux-en-Vimeu     | 503              | 80210      | 80004     |
| Béhen               | 439              | 80870      | 80076     |
| Cahon               | 224              | 80132      | 80161     |
| Chépy               | 1 277            | 80210      | 80190     |
| Ercourt             | 124              | 80210      | 80280     |
| Feuquières-en-Vimeu | 2 370            | 80210      | 80308     |
| Grébault-Mesnil     | 113              | 80140      | 80388     |
| Huchenneville       | 665              | 80132      | 80444     |
| Miannay             | 553              | 80132      | 80546     |
| Moyenneville        | 626              | 80870      | 80578     |
| Quesnoy-le-Montant  | 519              | 80132      | 80654     |
| Saint-Maxent        | 369              | 80140      | 80710     |
| Tœufles             | 313              | 80870      | 80764     |
| Tours-en-Vimeu      | 722              | 80210      | 80765     |